# Kleine Somalia-Weißzahnspitzmaus

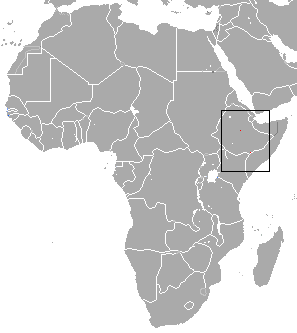
Grobe Skizze des Verbreitungsgebiets, 2. Fundort nicht in Somalia eingezeichnet

Die Kleine Somalia-Weißzahnspitzmaus (Crocidura nana) ist ein wenig erforschtes Säugetier in der Gattung der Weißzahnspitzmäuse. Die Funde wurden zeitweilig als identisch mit der Kleinen Ägyptischen Weißzahnspitzmaus (Crocidura religiosa) betrachtet. Der Holotyp dieser Art hat sich als Jungtier herausgestellt. Erwachsene Exemplare müssten allgemein größer als die Kleine Ägyptische Weißzahnspitzmaus sein.

## Merkmale
Das Jungtier hatte eine Kopf-Rumpf-Länge von 40 mm, eine Schwanzlänge von 30 mm und 8,5 mm lange Hinterfüße. Gewichtsangaben fehlen. Typisch ist kurzes Fell, das oberseits braun und unterseits hellgrau ist. Die Spitzmaus hat weiße Füße und der Schwanz trägt kurze weiße Borsten. Er ist in eine hellbraune Oberseite und eine weiße Unterseite aufgeteilt. Die Art hat eine abgeflachte Hirnschale und der obere Eckzahn sowie die beiden angrenzenden Zähne pro Seite bilden eine Reihe aus einspitzigen Zähnen. Dabei ist der Dritte etwas breiter.

## Verbreitung und Lebensweise
Bis zum Jahr 2019 war die Art nur aus dem südwestlichen Somalia und aus der Umgebung von Addis Ababa in Äthiopien bekannt. Sie hält sich in Grasländern mit einzelnen Büschen auf. Vermutlich bevorzugt die Spitzmaus das Flachland und bewegt sich auf dem Boden.
Zur Ernährung und Fortpflanzung ist nichts bekannt.

## Gefährdung
Da Informationen zur Populationsgröße und zu möglichen Gefahren fehlen wird die Kleine Somalia-Weißzahnspitzmaus von der IUCN mit unzureichende Datenlage (data deficient) gelistet.